# Axel Jørgensen
Axel Jørgensen (23. října 1881 – 1947) byl dánský hudební skladatel. Od roku 1919 se živil jako hráč na violu v Dánském královském orchestru. Díky vlivu jeho kolegy a přítele Antona Hansena komponoval také skladby pro snižcový pozoun.

## Významná díla
- Romance pro pozoun a klavír, op. 21
- Suita pro pozoun a klavír, op. 22 (Věnováno Antonu Hansenovi)
- Caprice Orientale pro trubku a klavír
- Žesťový kvintet (1942)